# Kobyle (województwo małopolskie)
Kobyle – wieś w Polsce, położona w województwie małopolskim, w powiecie bocheńskim, w gminie Nowy Wiśnicz.
W latach 1975–1998 wieś administracyjnie należała do województwa tarnowskiego.

## Położenie
Miejscowość znajduje się na Pogórzu Wiśnickim, w dolinie Leksandrówki. Ma zwartą zabudowę skupioną wzdłuż głównej drogi powiatowej biegnącej doliną tego potoku.

## Integralne części wsi
| SIMC    | Nazwa             | Rodzaj     |
| ------- | ----------------- | ---------- |
| 0824586 | Kącina            | część wsi  |
| 0824617 | Podgródek         | przysiółek |
| 0824592 | Strona Południowa | część wsi  |
| 0824600 | Strona Północna   | część wsi  |

## Historia Kobyla
Wieś prawdopodobnie powstała w okresie akcji osadniczej na terenie Małopolski kierowanej przez króla Kazimierza Wielkiego. Jedna z hipotez jako źródło powstania nazwy miejscowości wskazuje służebną rolę wsi i prawdopodobne zajęcie pierwszych mieszkańców Kobyla – hodowlę koni.
Pierwsza wzmianka o Kobylu pochodzi z 1352 roku. W XIV w. Miejscowość wraz z Wiśniczem Małym, Wielkim, i Leksandrową, stanowiła własność rodu Kmitów.
Kobyle, jak i większość wsi należących obecnie do Gminy Nowy Wiśnicz, zostało w 1593 roku nabyte przez Stanisława Lubomirskiego, wchodząc w skład majątku magnata, zajmującego znaczną część obszaru położona na południe od Bochni. W 1595 roku wieś położona w powiecie szczyrzyckim województwa krakowskiego była własnością kasztelana małogojskiego Sebastiana Lubomirskiego.
W okresie II wojny światowej Kobyle zajmowali Niemcy. W 1939 roku przypuszczając, że front walk będzie posuwał się od Tarnowa w kierunku Węgierskiej Górki, przystąpili do budowy umocnień. Fortyfikacje obronne budowane były w południowej części wsi, równolegle do głównej drogi. Do budowy umocnień Niemcy używali drzewa z masowo wycinanych lasów w północnej części wsi. Prace przy budowie trwała do końca wojny. By zapewnić sobie siłę roboczą założyli obóz pracy. Zlokalizowany był on na łąkach po lewej stronie drogi od Wiśnicza, około 500 m. od miejsca gdzie obecnie stoi tablica z nazwą wsi. W około 20 prowizorycznych barakach przetrzymywani byli jeńcy przywożeni z łapanek. W 1945 roku rosyjskie wojska wkroczyły na teren Kobyla wypierając armię niemiecką. W wyniku walki, jaka rozegrała się w Kobylu, zginęło około czterdziestu Niemców i prawie tylu samo Rosjan.
W latach 80. i 90. XX wieku znacznie rozbudowana została infrastruktura wsi, powstały drogi, odbyła się telefonizacja wsi.